# Jordi IV del Regne Unit
Jordi IV del Regne Unit (Palau de Saint James, Londres, 12 d'agost de 1762 - Castell de Windsor, Berkshire, 26 de juny de 1830) va ser rei del Regne Unit i de Hannover, duc de Brunswick-Lüneburg des del 29 de gener de 1820 fins a la seva mort, el 26 de juny de 1830 i duc de Bremen i príncep de Verden (1820-1823).

## Biografia
Des de 1811 havia servit com a príncep regent quan el seu pare  Jordi III va patir una permanent recaiguda de bogeria a causa de la porfíria que patia. La regència de Jordi (que va durar nou anys, des de 1811 fins a la mort de Jordi III el 1820) va estar marcada per la victòria en les guerres Napoleòniques a Europa. Jordi IV va ser un monarca tossut que va interferir en nombroses ocasions en la política (especialment en l'assumpte de l'emancipació catòlica), encara que no tant com el seu pare. Durant la major part de la seva regència i regnat, va controlar el govern com a Primer Ministre. Jordi IV és recordat com un príncep i monarca extravagant que no tenia mai prou diners per als seus capricis.
Es diu que cada vegada que Jordi IV conqueria una dona, tallava un floc del seu cabell i el posava en un sobre amb el nom de la dama, com a «trofeu». Al moment de la seva mort s'assegura que tenia en el seu poder 7.000 d'aquests sobres amb cabells. Va tenir una pèssima relació amb el seu pare i amb la seva dona, Carolina de Brunsvic-Wolfenbüttel que, en veure's rebutjada va viure a l'estranger molt anys i a la qual va arribar a excloure de la seva coronació. Va ser, però, un patró de les arts; durant la seva regència i el seu regnat van destacar figures literàries com Lord Byron i Jane Austen. Jordi IV va ser responsable de la construcció del Royal Pavilion a Brighton. El seu amic Beau Brummell i l'arquitecte John Nash van crear l'estil regència.
Jordi IV patia d'obesitat —va arribar a pesar 111kg— i va morir al castell de Windsor el 26 de juny de 1830, als 67 anys, sent sepultat a la Capella de Sant Jordi a Windsor. La seva única filla legítima havia mort per complicacions quan va donar a llum, per tant la successió va passar al seu germà Guillem.

## Matrimonis i descendència
Als 21 anys es va enamorar d'una dona més gran que ell i de religió catòlica, Maria Fitzherbert; atès que si es casaven contravenia la llei de successió de l'any 1701 i la de matrimonis reials del 1772, ho van fer en secret, però tan aviat com el seu pare ho va saber es va anul·lar al·legant que li calia el permís patern i no li havia demanat.
El 1794, es va comprometre amb Carolina de Brunswik. No s'havien vist mai abans, però va acceptar la unió perquè ella era molt rica i ell estava molt endeutat i, a més el Parlament li va prometre que si acceptava li pujarien la seva assignació econòmica. El 8 d'abril del 1795 es van casar a la Capella Reial del Palau de Sant James, el nuvi va acudir begut. Nou mesos després va néixer l'única filla de la parella:
- Carlota Augusta